# یواس‌اس اکوبن (ای‌کی‌اس-۵)
یواس‌اس اکوبن (ای‌کی‌اس-۵) (به انگلیسی: USS Acubens (AKS-5)) یک کشتی بود که طول آن ۴۴۱ فوت ۶ اینچ (۱۳۵ متر) بود. این کشتی در سال ۱۹۴۴ ساخته شد.